# Maang taam
Maang taam (盲探), comercialitzada internacionalment com Blind Detective és una pel·lícula d’acció de crim i comèdia romàntica en llengua cantonesa del 2013 dirigida per Johnnie To i protagonitzada per Andy Lau i Sammi Cheng.
La pel·lícula es va projectar com a part del Festival Internacional de Cinema de Xangai.

## Argument
Obligat a deixar el servei després de quedar-se cec, l'antic detectiu Johnston Chong See-tun (Andy Lau) s'escapa la vida resolent casos freds per obtenir recompenses policials. Durant un cas que implica la recerca del culpable que llença l'àcid dels sostres, coneix una atractiva inspectora d'equip Goldie Ho Ka-tung (Sammi Cheng). Quan Ho s'adona de la impressionant ment investigadora de Johnston malgrat la manca de visió, demana la seva ajuda en un cas personal que no és capaç de resoldre per si mateixa. Els dos treballen junts per resoldre el cas així com altres casos freds.

## Repartiment
- Andy Lau com a Johnston Chong See-tun (莊士敦), detectiu cec, antic inspector de la Unitat Regional de Crims conegut com "El déu dels casos de cracking".
- Sammi Cheng com a Goldie Ho Ka-tung (何家彤), una inspectora de policia
- Guo Tao com a Szeto Fat-bo (司徒法寶), inspector en cap de l'Oficina de Crim Organitzat i Triades (OCTB)
- Gao Yuanyuan com a Tingting (丁丁), un instructor de dansa que és l'amant dels somnis de Johnston.
- Zi Yi com a Joe (祖), l'antic veí de Goldie
- Lang Yueting com a Minnie Lee (李小敏), l'amic de la infància de Goldie que va desaparèixer durant la seva adolescència.
  - Cheng Ho-lam com a Minnie adolescent
- Lam Suet com a Lee Tak-shing (李得勝)
- Philip Keung com Chan Kwong (陳廣)
- Chung Wong com Fat Guy (肥漢)
- Lo Hoi-pang com a Pang (鵬)
- Bonnie Wong com a àvia de Minnie
- Stephanie Che com a filla de Pang
- Mimi Chu com a dona de Pang
- Eileen Yeow com a nora de Pang
- Li Shing-cheong com el fill de Pang
- Raymond Tsang com a gendre de Pang
- Hedi He com a company de Joe
- Yan Ni com a dona del company de Joe[2][4][5]

## Producció
El rodatge de Blind Detective va començar a la segona meitat de 2011 a Hong Kong. El juny de 2012, el rodatge es va aturar després que Sammi Cheng fos diagnosticat amb malaltia de Ménière abans de reprendre el rodatge l'agost de 2012. La pel·lícula va celebrar una cerimònia de culte el 3 de setembre de 2012. La música de la pel·lícula va ser proporcionada pel compositor de música de televisió canadenc Hal Foxton Beckett.

## Estrena
La pel·lícula va ser seleccionada per presentar-se com a part de la selecció de mitjanit al Festival de Cannes 2013, mentre es va estrenar a les sales el 4 de juliol de 2013 a Hong Kong i la Xina.

## Recepció
Derek Elley de Film Business Asia va donar a la pel·lícula una puntuació de dos sobre deu, assenyalant un guió pobre i descrivint-lo com "Un exemple rar de pel·lícula de Johnnie To aen la qual no sembla que res funcioni, i fins i tot a un nivell bàsic d'artesania està per sota dels estàndards habituals del prolífic director de Hong Kong." Neil Young de The Hollywood Reporter també va donar la pel·lícula una crítica negativa, anomenant-la una "confecció massa cuita i molt llarga". Afegiu racions freqüents de bofetades de cec i el que resulta és un guisat deforme i insatisfactori de diferents gèneres." Lee Marshall de Screen Daily també va donar una crítica negativa a la pel·lícula, afirmant que "Blind Detective és una oferta decididament menor del director de The Mission i l'impressionant ambientació continental de l'any passat Drug Wars."
Andrew Chan del Film Critics Circle of Australia va escriure: "Com a història d'amor, funciona, però la pel·lícula cau a terra amb una història de detectius encoixinada que necessitarà més d'un galó d’or per convèncer."

## Premis i nominacions
Millor cançó de pel·lícula original

| Premis i nominacions                                           | Premis i nominacions | Premis i nominacions                       | Premis i nominacions |
| Cerimònia                                                      | Categoria | Receptor                                   | Resultat             |
| -------------------------------------------------------------- | --- | ------------------------------------------ | -------------------- |
| XLVI Festival Internacional de Cinema Fantàstic de Catalunya   | Millor actor | Andy Lau                                   | Guanyador            |
| 50ns Premis de Cinema Cavall d'Or                              | Millor actriu | Sammi Cheng                                | Nominat              |
| 33ns Premis de Cinema de Hong Kong                             | Millor guió | Wai Ka-fai, Yau Nai-hoi, Ryker Chan, Yu Xi | Nominat              |
| 33ns Premis de Cinema de Hong Kong                             | Millor actriu | Sammi Cheng                                | Nominat              |
| 33ns Premis de Cinema de Hong Kong                             | Cançó: Blind Romance (盲愛) Compositors: Hal Foxton Beckett, Marc Baril Lletrista: Lin Xi Cantant: Andy Lau, Sammi Cheng | Nominat                                    |                      |
| 21è Premis de la Societat de la Crítica de Cinema de Hong Kong | Millor actriu | Sammi Cheng                                | Nominat              |